# Мантий
Мантий (на старогръцки: Μάντιος, Mantios) в гръцката митология е син на Мелампод и Ифианаса или Ифианеира, брат на Антифат от Аргос.
Мантий е баща на Клит и Полифид. Клит е отвлечен заради неговата красота от богинята Еос в резиденцията на боговете. Полифид продължава традицията на рода на Мелампидите и става гадател. След като се скрава с Мантий, той напуска Аргос и отива в Хипересия, където ръководи един Оракул на Аполон.
Според Павзаний Мантий има също син Екл (Оикъл), който според Омир е негов племенник.